# استان هوافان
استان هوافان (به لاتین: Houaphanh Province) یک استان در لائوس است که در شمال شرق این کشور واقع شده‌است.

## خصوصیات
استان هوافان ۱۶٬۵۰۰ کیلومترمربع مساحت و ۲۸۰٬۸۹۸ نفر جمعیت دارد.

## نگارخانه

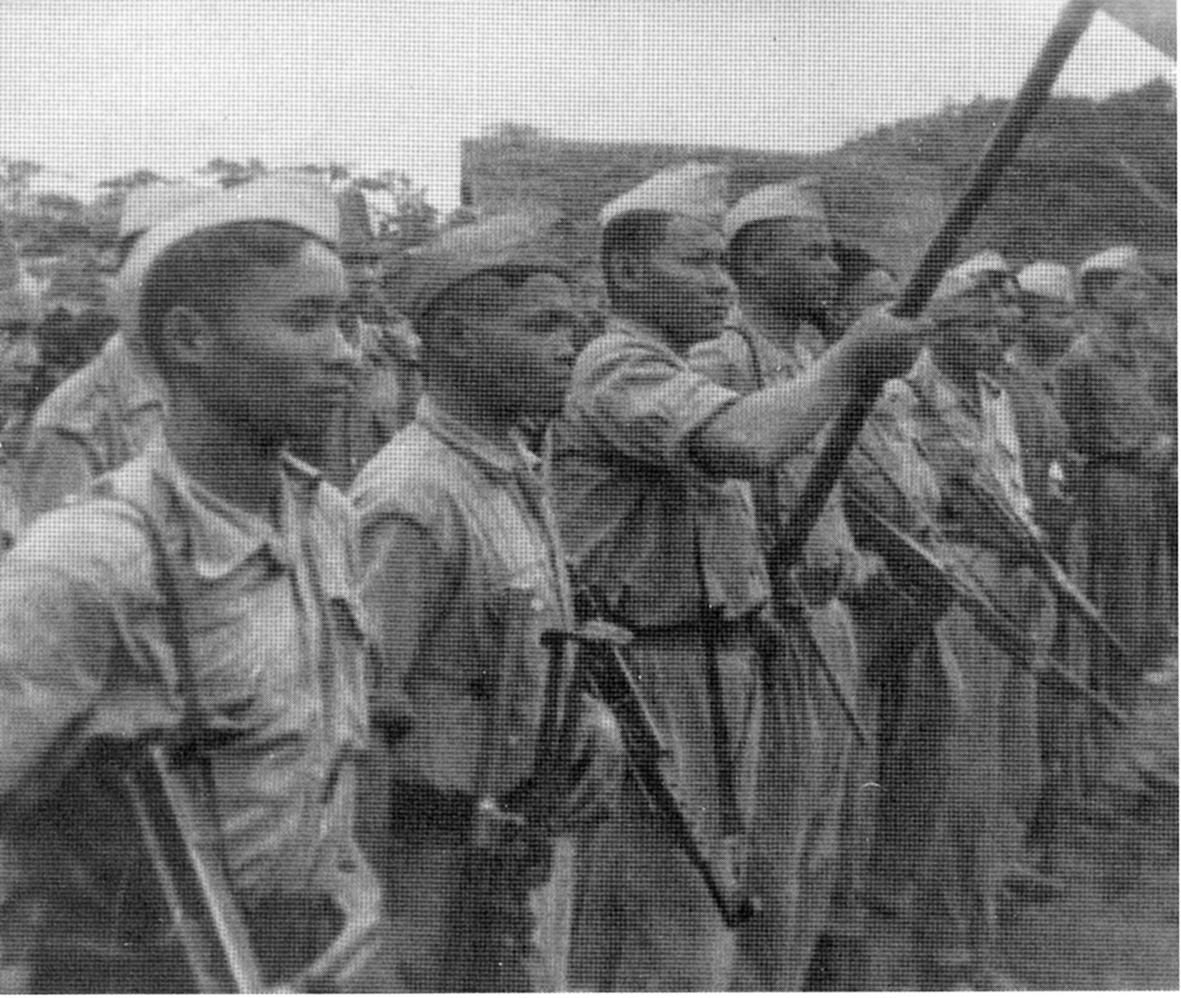
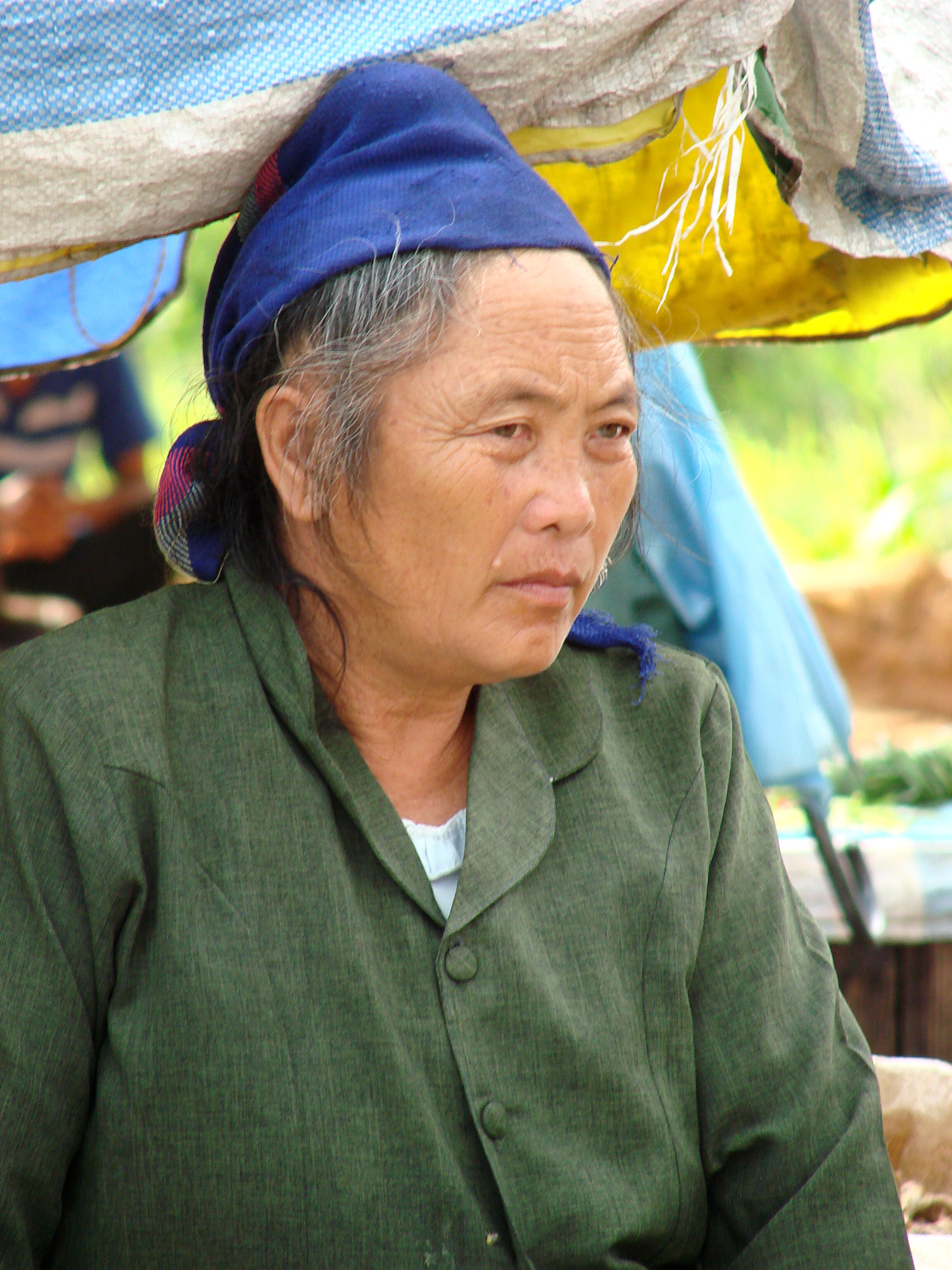
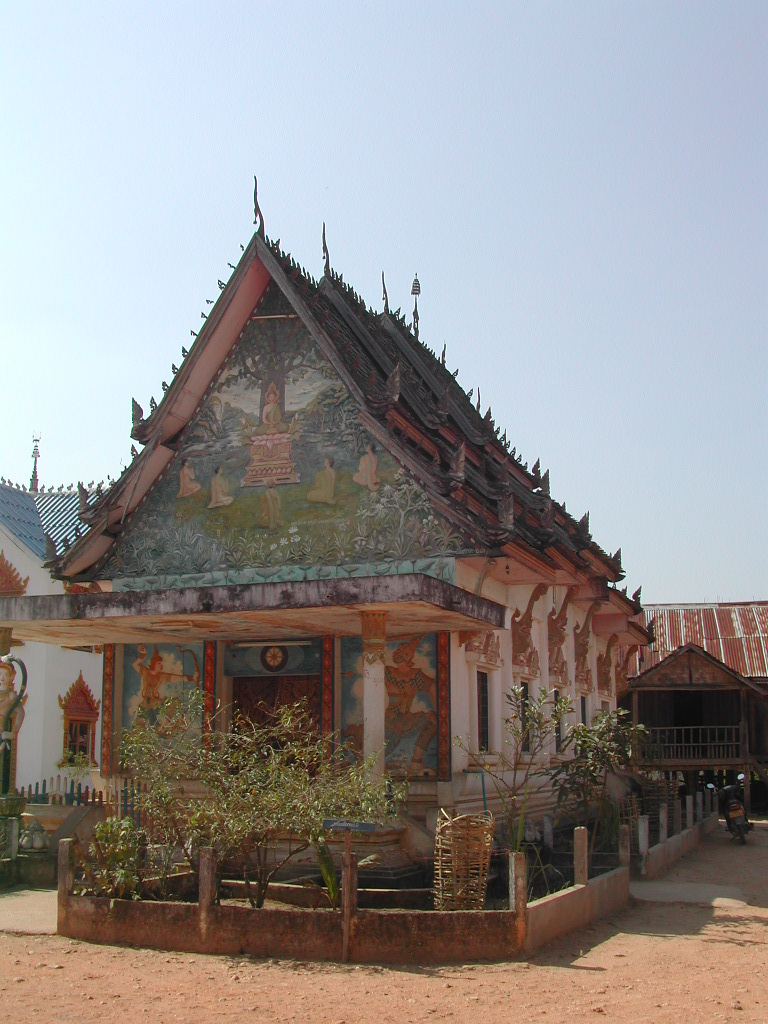